# Jigme Pema Wangchen
Ne doit pas être confondu avec Pema Wangchen.
Gyalwang Drukpa
Tendzin Khyenrab Geleg Wangpo
Jigme Pema Wangchen (tibétain : འཇིགས་མེད་པདྨ་དབང་ཆེན།, Wylie : 'jigs med pad ma dbang chen) est la 12e réincarnation de Gyalwang Drukpa qui est le chef spirituel de la lignée bouddhiste drukpa. Il naquit le 5 mars 1963 à Rewalsar, et fut reconnu à l'âge de 4 ans comme la réincarnation de Gyalwang Drukpa.
Son monastère d'exil se trouve au Sikkim mais il réside majoritairement à la tête de sa lignée depuis le Bhoutan.
Le siège de sa lignée en Europe, Pel Drukpay Tcheutsok, se trouve à Plouray.

## Projet humanitaire du Gyalwang Drukpa
Le Gyalwang Drukpa actuel a fondé Druk White Lotus School (en) au Ladakh en  Inde, et est l'abbé du monastère de Hemis, monastère le plus important au Ladakh, où il a été intronisé en 1981 à l'âge de 17 ans.

## Ouvrages
- Pour comprendre la voie bouddhiste, Saint–Cannat, 2000 [3].